# 1991年の西武ライオンズ
1991年の西武ライオンズ（1991ねんのせいぶライオンズ）では、1991年の西武ライオンズにおける動向をまとめる。
この年の西武ライオンズは、森祇晶監督の6年目のシーズンであり、2年連続13度目のリーグ優勝と2年連続10度目の日本シリーズ制覇を果たしたシーズンである。

## 概要
今年も優勝候補の本命にあげられたが、就任6年間で4度優勝、3度日本一の森監督は「今年は（楽々優勝した）去年と違って相手もマークしてくるだろう」と予言。チームはその予言通り5月まで順調に勝ち進むも、不動の4番清原和博が6月に入って打てなくなるとそれにつられるように打線も沈黙。工藤公康・渡辺久信・郭泰源らの先発投手陣も援護に恵まれず6月9日から5連敗。その後も連勝・連敗の繰り返しが続いたが、清原・秋山幸二・オレステス・デストラーデら打線の活躍、郭や渡辺智男ら投手陣の活躍で8月を15勝7敗1分で乗りきると9月は11勝3敗3分の貯金8を記録。8月28日から9月17日まで引き分けを挟む12連勝で近鉄を抜き首位に浮上すると、最後まで譲らなかった。最終的に81勝43敗6分の貯金38で、2年連続のリーグ優勝を決めた。投手陣は郭が自己最高の15勝をあげてMVPを、渡辺智が防御率2.35でリーグ1位となるなど防御率ベスト10に3人を送り込んだほか、鈴木哲や石井丈裕もローテの谷間で健闘した。救援では鹿取義隆・潮崎哲也のダブルストッパーに加え、小田真也・横田久則もまずまずの成績を残しチーム防御率3.22はリーグ1位。打撃陣はデストラーデが2年連続の本塁打王になるなど破壊力抜群で、155本塁打はリーグ2位、盗塁数も104個でリーグ2位だった。日本シリーズは5年ぶりに広島との対決となり最終戦までもつれ込むが、最終的に経験豊富のライオンズが2年連続で日本一を決め、森監督が本拠地で胴上げされた。

## チーム成績

### レギュラーシーズン
|   | 開幕：4/6 | 開幕：4/6    | 5/1 | 5/1          | 6/1 | 6/1          | 7/2 | 7/2          | 8/2 | 8/2          | 9/1 | 9/1          | 優勝：10/3 | 優勝：10/3   |
| - | --------- | ------------ | --- | ------------ | --- | ------------ | --- | ------------ | --- | ------------ | --- | ------------ | ---------- | ------------ |
| 1 | 二        | 辻発彦       | 二  | 辻発彦       | 二  | 辻発彦       | 二  | 辻発彦       | 二  | 辻発彦       | 二  | 辻発彦       | 二         | 辻発彦       |
| 2 | 右        | 平野謙       | 右  | 平野謙       | 右  | 平野謙       | 右  | 平野謙       | 右  | 平野謙       | 右  | 平野謙       | 右         | 平野謙       |
| 3 | 中        | 秋山幸二     | 中  | 秋山幸二     | 中  | 秋山幸二     | 中  | 秋山幸二     | 左  | 森博幸       | 中  | 秋山幸二     | 中         | 秋山幸二     |
| 4 | 一        | 清原和博     | 一  | 清原和博     | 一  | 清原和博     | 一  | 清原和博     | 一  | 清原和博     | 一  | 清原和博     | 一         | 清原和博     |
| 5 | 指        | デストラーデ | 指  | デストラーデ | 指  | デストラーデ | 指  | デストラーデ | 指  | デストラーデ | 指  | デストラーデ | 指         | デストラーデ |
| 6 | 三        | 石毛宏典     | 三  | 石毛宏典     | 三  | 石毛宏典     | 三  | 石毛宏典     | 三  | 石毛宏典     | 三  | 石毛宏典     | 三         | 石毛宏典     |
| 7 | 遊        | 田辺徳雄     | 左  | 森博幸       | 左  | 安部理       | 左  | 森博幸       | 中  | 吉竹春樹     | 左  | 笘篠誠治     | 左         | 羽生田忠克   |
| 8 | 捕        | 伊東勤       | 捕  | 伊東勤       | 捕  | 伊東勤       | 捕  | 伊東勤       | 捕  | 伊東勤       | 捕  | 伊東勤       | 捕         | 伊東勤       |
| 9 | 左        | 吉竹春樹     | 遊  | 田辺徳雄     | 遊  | 田辺徳雄     | 遊  | 田辺徳雄     | 遊  | 田辺徳雄     | 遊  | 田辺徳雄     | 遊         | 田辺徳雄     |
|   | 投        | 渡辺久信     | 投  | 工藤公康     | 投  | 工藤公康     | 投  | 渡辺智男     | 投  | 鈴木哲       | 投  | 鈴木哲       | 投         | 渡辺智男     |

| 順位 | 4月終了時  | 4月終了時 | 5月終了時  | 5月終了時 | 6月終了時  | 6月終了時 | 7月終了時  | 7月終了時 | 8月終了時  | 8月終了時 | 最終成績   | 最終成績 |
| ---- | ---------- | --------- | ---------- | --------- | ---------- | --------- | ---------- | --------- | ---------- | --------- | ---------- | -------- |
| 1位  | 西武       | --        | 西武       | --        | 西武       | --        | 近鉄       | --        | 近鉄       | --        | 西武       | --       |
| 2位  | 近鉄       | 3.0       | 近鉄       | 7.0       | 近鉄       | 4.0       | 西武       | 1.5       | 西武       | 1.5       | 近鉄       | 4.5      |
| 3位  | 日本ハム   | 3.5       | 日本ハム   | 7.0       | ダイエー   | 7.5       | 日本ハム   | 10.5      | オリックス | 15.5      | オリックス | 18.5     |
| 4位  | ロッテ     | 4.0       | ダイエー   | 10.5      | 日本ハム   | 10.0      | ダイエー   | 12.5      | ダイエー   | 19.0      | 日本ハム   | 28.5     |
| 5位  | ダイエー   | 5.0       | ロッテ     | 11.5      | オリックス | 12.0      | オリックス | 14.0      | 日本ハム   | 19.5      | ダイエー   | 29.0     |
| 6位  | オリックス | 8.5       | オリックス | 15.0      | ロッテ     | 20.0      | ロッテ     | 23.5      | ロッテ     | 30.0      | ロッテ     | 33.5     |

| 順位 | 球団                       | 勝 | 敗 | 分 | 勝率 | 差   |
| 1位  | 西武ライオンズ             | 81 | 43 | 6  | .653 | 優勝 |
| 2位  | 近鉄バファローズ           | 77 | 48 | 5  | .616 | 4.5  |
| 3位  | オリックス・ブルーウェーブ | 64 | 63 | 3  | .504 | 18.5 |
| 4位  | 日本ハムファイターズ       | 53 | 72 | 5  | .424 | 28.5 |
| 5位  | 福岡ダイエーホークス       | 53 | 73 | 4  | .421 | 29.0 |
| 6位  | ロッテオリオンズ           | 48 | 77 | 5  | .384 | 33.5 |

### 日本シリーズ
| 日付                                  | 試合   | ビジター球団（先攻） | スコア   | ホーム球団（後攻） | 開催球場           |
| ------------------------------------- | ------ | -------------------- | -------- | ------------------ | ------------------ |
| 10月19日（土）                        | 第1戦  | 広島東洋カープ       | 3 - 11   | 西武ライオンズ     | 西武ライオンズ球場 |
| 10月20日（日）                        | 第2戦  | 広島東洋カープ       | 4 - 2    | 西武ライオンズ     | 西武ライオンズ球場 |
| 10月21日（月）                        | 移動日 | 移動日               | 移動日   | 移動日             | 移動日             |
| 10月22日（火）                        | 第3戦  | 西武ライオンズ       | 1 - 0    | 広島東洋カープ     | 広島市民球場       |
| 10月23日（水）                        | 第4戦  | 西武ライオンズ       | 3 - 7    | 広島東洋カープ     | 広島市民球場       |
| 10月24日（木）                        | 第5戦  | 西武ライオンズ       | 0 - 3    | 広島東洋カープ     | 広島市民球場       |
| 10月25日（金）                        | 移動日 | 移動日               | 移動日   | 移動日             | 移動日             |
| 10月26日（土）                        | 第6戦  | 広島東洋カープ       | 1 - 6    | 西武ライオンズ     | 西武ライオンズ球場 |
| 10月27日（日）                        | 第7戦  | 雨天中止             | 雨天中止 | 雨天中止           | 西武ライオンズ球場 |
| 10月28日（月）                        | 第7戦  | 広島東洋カープ       | 1 - 7    | 西武ライオンズ     | 西武ライオンズ球場 |
| 優勝：西武ライオンズ（2年連続10回目） |        |                      |          |                    |                    |

## オールスターゲーム1991
- 選出選手及びスタッフ

| ポジション | 名前      | 選出回数 |
| ---------- | --------- | -------- |
| 監督       | 森祇晶    |          |
| 投手       | 渡辺智男  | 2        |
| 投手       | 工藤公康  | 3        |
| 投手       | 鹿取義隆▲ | 2        |
| 捕手       | 伊東勤    | 8        |
| 一塁手     | 清原和博  | 6        |
| 二塁手     | 辻発彦    | 5        |
| 三塁手     | 石毛宏典  | 11       |
| 外野手     | 秋山幸二  | 7        |

- 太字はファン投票による選出、取消線は出場辞退、▲は出場辞退選手発生による補充。

## できごと
- 1月16日 - 日本プロ野球コミッショナーは湾岸戦争勃発に伴い、日本国外でのキャンプの再検討を要望。西武ライオンズの国外キャンプは中止、福岡ダイエーホークス、近鉄バファローズの国外キャンプは予定通り行われた[3]
- 1月23日 - 高山郁夫と広島東洋カープの高木宣宏の交換トレードが成立[4]
- 4月6日 - この日、セ・パ両リーグ公式戦が開幕[5]
- 5月31日 - 呉俊宏と大洋の藤野正剛の交換トレードが成立[4]
- 6月18日 - オレステス・デストラーデが対オリックス戦（山形）で5回に右打席、7回に左打席で日本プロ野球タイ記録の2度目の両打席で本塁打[6]
- 6月27日 - 西武対日本ハム戦（西武）は西武が秋山幸二のパ・リーグ史上16度目の「サヨナラ本塁打による1対0で勝利」[7]
- 6月28日 - 対ロッテ戦（川崎球場）の1回から5回までの5イニング連続本塁打、パリーグ新記録[8]
- 7月31日 - 千葉マリンスタジアムで初のナイター試合[9]で、パ・リーグ初の公式戦となるロッテ対西武戦が行われた。試合後にロッテの球団社長代行の重光昭夫が翌年からの千葉への本拠地移転を発表[10]
- 10月3日 - 西武が対日本ハム戦（西武）に勝利し、2年連続のパ・リーグ優勝が決定。またこの試合では、オレステス・デストラーデが1回に左打席、2回に右打席日本プロ野球新記録の通算2度目の両打席で本塁打[6]
- 10月28日 - 日本シリーズ第7戦が西武球場で行われ、西武が広島に7対1で勝利し、4勝3敗で2年連続の優勝達成[11]
- 12月18日 - 岡田展和と巨人の松原靖の交換トレードが成立[4]
- 12月20日 - 立花義家が阪神にトレード[4]

## 表彰選手
| リーグ・リーダー | リーグ・リーダー | リーグ・リーダー | リーグ・リーダー |
| 選手名           | タイトル         | 成績             | 回数             |
| ---------------- | ---------------- | ---------------- | ---------------- |
| 郭泰源           | 最優秀選手       |                  | 初受賞           |
| デストラーデ     | 本塁打王         | 39本             | 2年連続2度目     |
| デストラーデ     | 打点王           | 92打点           | 2年連続2度目     |
| 渡辺智男         | 最優秀防御率     | 2.35             | 初受賞           |
| 工藤公康         | 最高勝率         | .842             | 4年ぶり2度目     |

| ベストナイン       | ベストナイン | ベストナイン |
| 選手名             | ポジション   | 回数         |
| ------------------ | ------------ | ------------ |
| 郭泰源             | 投手         | 初受賞       |
| 伊東勤             | 捕手         | 2年連続6度目 |
| 辻発彦             | 二塁手       | 2年ぶり3度目 |
| 秋山幸二           | 外野手       | 6年連続6度目 |
| デストラーデ       | 指名打者     | 2年連続2度目 |
| ゴールデングラブ賞 |              |              |
| 選手名             | ポジション   | 回数         |
| 郭泰源             | 投手         | 初受賞       |
| 伊東勤             | 捕手         | 2年連続6度目 |
| 辻発彦             | 二塁手       | 4年連続5度目 |
| 石毛宏典           | 三塁手       | 3年ぶり3度目 |
| 平野謙             | 外野手       | 4年連続7度目 |
| 秋山幸二           | 外野手       | 5年連続5度目 |

## ドラフト
| 順位 | 選手名     | ポジション | 所属           | 結果 |
| ---- | ---------- | ---------- | -------------- | ---- |
| 1位  | 竹下潤     | 投手       | 駒澤大学       | 入団 |
| 2位  | 新谷博     | 投手       | 日本生命       | 入団 |
| 3位  | 熊澤当緒琉 | 外野手     | 所沢商業高     | 入団 |
| 4位  | 松田和哉   | 投手       | 長崎南山高     | 入団 |
| 5位  | 神野信也   | 投手       | 新居浜商業高   | 入団 |
| 6位  | 千原淳弘   | 投手       | 日高高中津分校 | 入団 |
| 7位  | 渡辺孝男   | 捕手       | 札幌篠路高     | 入団 |
| 8位  | 日月哲史   | 外野手     | 関東高卒       | 入団 |
| 9位  | 蒲谷和茂   | 投手       | 元東芝         | 入団 |